# Consell de Ministres a Barcelona del 21 de desembre de 2018
El 21 de desembre de 2018 es va celebrar a la Llotja de Mar de Barcelona un Consell de Ministres del govern Espanyol.
El 12 de novembre de 2018 el govern Sánchez va anunciar que se celebraria un consell de ministres a Barcelona, seguint amb el costum de celebrar alguns consells fora de la capital espanyola.
Un mes després es va anunciar que la reunió se celebraria a la Llotja de Mar de Barcelona. La Generalitat va replicar que no trobava adient el lloc triat per qüestions de seguretat i d'organització.
Va ser el primer Consell de Ministres celebrat a Barcelona des de la restauració de la democràcia a Espanya.

## Reunions prèvies
El dia anterior es van celebrar dues reunions: una primera entre el president del govern espanyol Pedro Sánchez i el president de la generalitat Quim Torra i una altra amb ells dos i alguns dels seus ministres i consellers.
D'aquestes reunions va transcendir un comunicat conjunt on es constata l'existència d'un conflicte polític a Catalunya i la necessitat d'establir un diàleg per trobar una solució.
En el matí del dia 21, abans de la celebració del Consell de Ministres, Pedro Sánchez va mantenir una reunió d'una hora i mitja (08:30-10:00) amb l'alcaldessa de Barcelona, Ada Colau, en què el president del Govern es va comprometre de manera personal en el tràmit d' la reforma de la Llei que regula els arrendaments perquè es puguin regular els lloguers abusius.
Dies abans van haver-hi reunions de coordinació entre Mossos d'Esquadra, Policia Nacional i Guàrdia Civil per la seguretat de la reunió. Es va acordar una coordinació conjunta des d'un mateix Centre de Coordinació i el desplegament d'uns 9.000 efectius policials entre membres de tots tres cossos. La consellera Elsa Artadi va informar que els mossos havien desaconsellat el lloc triat pel govern espanyol i havien recomanat celebrar la reunió a un lloc més apartat i amb millors possibilitats de seguretat, com el Palauet Albéniz a la muntanya de Monjuïc.
El perímetre de seguretat dissenyat incloïa el tancament al pas de vianants i cotxes dels voltants de la Llotja de Mar, incloent-hi el passeig de Colom, la zona baixa de via Laietana i el passeig d'Isabel II. El primer perímetre va estar custodiat per Mossos d'Esquadra i un d'interior per la policia nacional i Guàrdia Civil. El dia de la celebració del consell, es va ampliar el perímetre fins a la plaça Colom i la part baixa de la Rambla i la plaça de les Drassanes i la part final de l'avinguda Paral·lel.
La setmana següent es va anunciar que el president de la Generalitat va presentar al seu homònim espanyol una proposta d'acord amb 21 punts, entre elles el de formar una comissió internacional internacional de mediació.

## Consell de Ministres

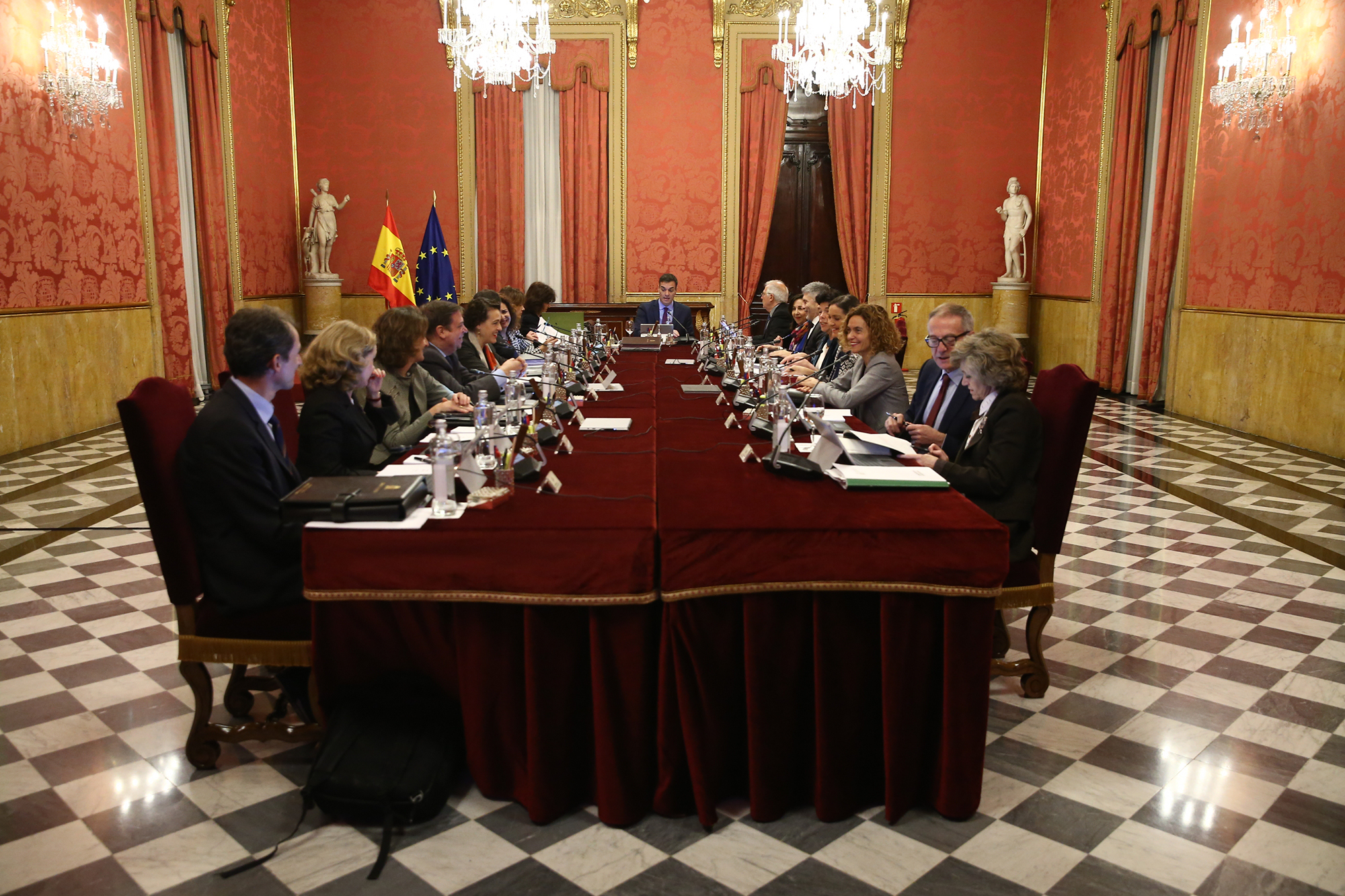

El Consell de Ministres es va celebrar a la Llotja de Mar i es van anunciar inversions per valor de 113 milions en carreteres a Catalunya.
Es va aprovar la pujada del Salari Mínim Interprofessional als 900 euros al mes i la pujada el salari dels funcionaris per l'any 2019.
Es va anunciar també, entre d'altres qüestions, el canvi de nom de l'aeroport del Prat pel de Aeroport Josep Tarradellas. El govern de la generalitat va respondre que aquesta decisió no s'havia consensuat i en va demanar la retirada.
També es va «rebutjar i condemnar el consell de guerra que va fer executar el president Lluís Companys» a l'espera que pugui anul·lar-se per llei posteriorment.
A la roda de premsa posterior al Consell, de forma extraordinària es va fer servir el català per part de la ministra Meritxell Batet a preguntes d'un periodista.

## Reaccions
Diverses organitzacions van expressar el rebuig a la celebració del Consell a Barcelona, coincidint amb la celebració del primer aniversari de les eleccions del 21 de desembre de 2017.
Òmnium Cultural va fer una crida a la mobilització i va organitzar un consell de ministres alternatiu a l'Estació de França, a pocs metres on se celebrava el Consell. Aquesta mobilització va rebre el suport d'ERC, JxCAT i CUP i també de l'ANC.
L'assemblea va convocar una marxa lenta de vehicles per Barcelona durant el matí com a signe de protesta. Diverses fonts van afirmar que l'afluència de cotxes a la ciutat havia estat un 42% respecte al que és habitual un divendres.
També durant el matí, els CDRs van organitzar diversos talls de carreteres, especialment als accessos a Barcelona. Es van tallar de manera intermitent i parcial la Ronda de Dalt, i Litoral i també a l'A-2 i AP-7 en diversos punts.
Des de mig matí es van organitzar concentracions al voltant del cordó de seguretat del Consell de Ministres. Es van registrar aldarulls a la part baixa de la Rambla i del Paral·lel entre manifestants i els mossos d'esquadra, que van fer diverses càrregues policials i es van detenir entre 10 i 13 persones segons les fonts, que van ser alliberades l'endemà (algunes amb mesures cautelars). Un manifestant va perdre un testicle per l'impacte d'un projectil d'escuma dels Mossos d'Esquadra.
Durant la jornada Cake Minuesa va ser agredit per un encaputxat a la Via Laietana.
A la tarda del mateix divendres es va convocar una manifestació amb el lema «Tombem el règim» on van reunir-se uns 80,000 manifestants, organitzada per la plataforma 21D formada per les entitats sobiranistes i partits polítics. El recorregut va anar des de l'inici als Jardinets de Gràcia, va baixar pel Passeig de Gràcia i va finalitzar a la cruïlla amb Gran Via.
Els CDRs també van convocar manifestacions davant les subdelegacions del govern a Lleida, Tarragona i Girona.
El sindicat independentista Intersindical-CSC va convocar una vaga general pel mateix dia des de les 12.30 h fins a les 14.30 h per no haver retirat el decret del 6 d'octubre sobre el trasllat de seus socials ni la derogació de la reforma laboral del Partit Popular. Els sindicats majoritaris van convocar vaga a RENFE i ADIF per protestar per la disminució de la plantilla. El dia abans el sindicat Comissions Obreres va desconvocar-la tot i que UGT, minoritari al sector, la va mantenir.